# Martin Miller
Martin Miller (Tartu, 25 de septiembre de 1997) es un futbolista estonio. Su posición es la de mediocampista y su club es el Paide Linnameeskond de la Meistriliiga.

## Trayectoria

### FC Flora Tallin
El 13 de noviembre de 2016 se da a conocer su llegada al FC Flora Tallin firmando un contrato por 3 años. Su primer partido con el equipo fue el 1 de abril del 2017 en un encuentro de liga ante el JK Tammeka Tartu arrancando como titular y completando los 90', al final su equipo terminaría ganando el encuentro por marcador de 4-0.
Su primer gol lo anotó el 5 de mayo ante el JK Viljandi Tulevik también en liga, su equipo terminaría imponiéndose en el encuentro al ganar por 7-0.

## Selección nacional

### Torneos internacionales
| Torneo                              | Categoría | Sede   | Resultado | Partidos | Goles |
| ----------------------------------- | --------- | ------ | --------- | -------- | ----- |
| Liga de Naciones de la UEFA 2020-21 | Absoluta  | Europa | Descenso  | 2        | 0     |
| Liga de Naciones de la UEFA 2022-23 | Absoluta  | Europa | Ascenso   | 4        | 0     |

## Estadísticas

### Clubes
Actualizado al último partido jugado el 10 de junio de 2023.
| JK Tammeka Tartu II Estonia | 2.ª                 |                     |     |    |    |   |    |   |     |    |      |
| JK Tammeka Tartu II Estonia | 2.ª                 | 2013                | 5   | 0  | -  | - | -  | - | 5   | 0  | 0.00 |
| JK Tammeka Tartu II Estonia | Total               | Total               | 5   | 0  | 0  | 0 | 0  | 0 | 5   | 0  | 0.00 |
| JK Tammeka Tartu Estonia | 1.ª                 | 2014                | 16  | 1  | -  | - | -  | - | 16  | 1  | 0.06 |
| JK Tammeka Tartu Estonia | 1.ª                 | 2015                | 24  | 0  | 3  | 0 | -  | - | 27  | 0  | 0.00 |
| JK Tammeka Tartu Estonia | 1.ª                 | 2016                | 36  | 3  | 2  | 0 | -  | - | 38  | 3  | 0.08 |
| JK Tammeka Tartu Estonia | Total               | Total               | 76  | 4  | 5  | 0 | 0  | 0 | 81  | 4  | 0.05 |
| FC Flora II Tallinn Estonia | 2.ª                 | 2017                | 3   | 0  | -  | - | -  | - | 3   | 0  | 0.00 |
| FC Flora II Tallinn Estonia | Total               | Total               | 3   | 0  | 0  | 0 | 0  | 0 | 3   | 0  | 0.00 |
| FC Flora Tallin Estonia | 1.ª                 | 2017                | 28  | 10 | 1  | 0 | 2  | 0 | 31  | 10 | 0.32 |
| FC Flora Tallin Estonia | 1.ª                 | 2018                | 5   | 2  | 1  | 1 | -  | - | 6   | 3  | 0.50 |
| FC Flora Tallin Estonia | 1.ª                 | 2019                | 26  | 5  | 1  | 0 | 3  | 0 | 30  | 5  | 0.17 |
| FC Flora Tallin Estonia | 1.ª                 | 2020                | 22  | 5  | 4  | 2 | 4  | 0 | 30  | 7  | 0.23 |
| FC Flora Tallin Estonia | 1.ª                 | 2021                | 28  | 1  | 4  | 0 | 14 | 3 | 46  | 4  | 0.04 |
| FC Flora Tallin Estonia | 1.ª                 | 2022                | 33  | 11 | 4  | 3 | 2  | 1 | 39  | 15 | 0.40 |
| FC Flora Tallin Estonia | 1.ª                 | 2023                | 16  | 5  | 4  | 0 | -  | - | 20  | 5  | 0.25 |
| FC Flora Tallin Estonia | Total               | Total               | 158 | 39 | 19 | 5 | 25 | 4 | 211 | 48 | 0.23 |
| Total en su carrera | Total en su carrera | Total en su carrera | 242 | 43 | 24 | 6 | 25 | 4 | 291 | 53 | 0.18 |
| (1) Incluye datos de Copa de Estonia y Supercopa de Estonia. (2) Incluye datos de Liga de Campeones de la UEFA y Liga Europa de la UEFA. (3) No incluye goles en partidos amistosos. |                     |                     |     |    |    |   |    |   |     |    |      |

### Selección nacional
Actualizado al último partido jugado el 12 de enero de 2023.
| Selección        | Año   | Eliminatorias | Eliminatorias | Eliminatorias | Continental | Continental | Continental | Mundial | Mundial | Mundial | Amistosos | Amistosos | Amistosos | Total | Total | Total  | Media goleadora |
| Selección        | Año   | Part.         | Goles         | Asist.        | Part.       | Goles       | Asist.      | Part.   | Goles   | Asist.  | Part.     | Goles     | Asist.    | Part. | Goles | Asist. | Media goleadora |
| ---------------- | ----- | ------------- | ------------- | ------------- | ----------- | ----------- | ----------- | ------- | ------- | ------- | --------- | --------- | --------- | ----- | ----- | ------ | --------------- |
| Absoluta Estonia |       |               |               |               |             |             |             |         |         |         |           |           |           |       |       |        |                 |
| 2016             | —     | —             | —             | —             | —           | —           | —           | —       | —       | 1       | 0         | 0         | 1         | 0     | 0     | 0.00   |                 |
| 2017             | 2     | 0             | 0             | —             | —           | —           | —           | —       | —       | 3       | 1         | 1         | 5         | 1     | 1     | 0.20   |                 |
| 2018             | —     | —             | —             | —             | —           | —           | —           | —       | —       | 2       | 0         | 0         | 2         | 0     | 0     | 0.00   |                 |
| 2019             | —     | —             | —             | 1             | 0           | 0           | —           | —       | —       | —       | —         | —         | 1         | 0     | 0     | 0.00   |                 |
| 2020             | —     | —             | —             | 3             | 0           | 0           | —           | —       | —       | 1       | 0         | 0         | 4         | 0     | 0     | 0.00   |                 |
| 2022             | —     | —             | —             | 4             | 0           | 0           | —           | —       | —       | 2       | 0         | 0         | 6         | 0     | 0     | 0.80   |                 |
| 2023             | —     | —             | —             | —             | —           | —           | —           | —       | —       | 3       | 1         | 0         | 3         | 1     | 0     | 0.33   |                 |
| Total            | 2     | 0             | 0             | 8             | 0           | 0           | 0           | 0       | 0       | 12      | 2         | 1         | 22        | 2     | 1     | 0.09   |                 |
| Total            | Total | 2             | 0             | 0             | 8           | 0           | 0           | 0       | 0       | 0       | 12        | 2         | 1         | 22    | 2     | 1      | 0.09            |
| 1. 2.            |       |               |               |               |             |             |             |         |         |         |           |           |           |       |       |        |                 |

## Palmarés

### Campeonatos nacionales
| Título               | Club            | País    | Año     |
| -------------------- | --------------- | ------- | ------- |
| Meistriliiga         | FC Flora Tallin | Estonia | 2017    |
| Meistriliiga         | FC Flora Tallin | Estonia | 2019    |
| Supercopa de Estonia | FC Flora Tallin | Estonia | 2020    |
| Copa de Estonia      | FC Flora Tallin | Estonia | 2019-20 |
| Meistriliiga         | FC Flora Tallin | Estonia | 2020    |
| Supercopa de Estonia | FC Flora Tallin | Estonia | 2021    |
| Meistriliiga         | FC Flora Tallin | Estonia | 2022    |